# Lokalvårdaren
Lokalvårdaren a.k.a Feed the light är en svensk skräckfilm med manus och i regi av Henrik Möller. Filmen är hans första långfilm  och ingår som en av sex långfilmer i projektet "En sexa Skåne" där Film i Skåne har gett 100 000 kronor var i utvecklingsbidrag till sex regissörer i filmarkollektivet S:t Knutsgruppen.

## Handling
"Sara går motvilligt på en arbetsintervju för ett lokalvårdarjobb och får jobbet. Men hon har en helt annan agenda än att städa golv. Sara letar desperat efter något i de dunkla korridorerna. Ljuset från lysrören orsakar kraftiga migränanfall, städpersonal försvinner spårlöst i ljusflimmret och Sara upptäcker att tiden är knapp om hon skall hitta det hon söker."

## I rollerna
- Lina Sundén - Sara Hansson
- Martin Jirhamn - Vaktmästaren
- Jenny Lampa    - Chefen
- Patrik Karlson - VHS-Mannen
- Ingrid Torstensson - Jenny som ung
- Henrik Möller  - Budbäraren[5]
- Karin Bertling - Jenny som äldre
- Henrik Rambe   - Tommy Jonsson
- Niklas Jönsson - Offret
- Osten Östberg      - Städare
- Jonas Frank Jirhamn - Städare
- Håkan Elliot       - Städare
- Peter Persson      - Städare

## Mottagande
Lokalvårdaren vann priset för bästa film på "H.P. Lovecraft Film Festival". Skitfinkultur gav filmen 4/5.